# Oberea artocarpi
Oberea artocarpi är en skalbaggsart. Oberea artocarpi ingår i släktet Oberea och familjen långhorningar.

## Underarter
Arten delas in i följande underarter:
- O. a. artocarpi
- O. a. ceylonicola
- O. a. andamanensis